# Catoxyethira ciliata
Catoxyethira ciliata är en nattsländeart som beskrevs av Wells och Andersen 1995. Catoxyethira ciliata ingår i släktet Catoxyethira och familjen smånattsländor. Inga underarter finns listade i Catalogue of Life.